# North American X-10
North American X-10 – demonstrator technologii konstrukcji zaawansowanego szybującego pocisku rakietowego dalekiego zasięgu klasy ziemia-ziemia, opracowany w amerykańskiej firmie North American Aviation w 1946 roku, założeniami podobny do wcześniejszego projektu Bell X-9 Shrike. Prace badawcze nad X-10 doprowadziły do powstania pocisku SM-64 Navaho.

## Historia
W 1950 roku zamówiono w firmie North American Aviation prototyp pocisku oznaczonego jako RTV-A-5, który w roku następnym ze względu na wprowadzenie nowego nazewnictwa wojskowych statków powietrznych przemianowano na X-10. Pierwszy lot maszyny odbył się 13 października 1953 roku.
X-10 został zbudowany w konfiguracji canarda (kaczki) z powierzchniami sterowymi w części dziobowej, a skrzydła miały kształt delty.
Napęd pocisku stanowiły początkowo dwa silniki turboodrzutowe Westinghouse XJ40, a później docelowe Westinghouse J40. Start i lądowanie pocisku odbywał się z pasa startowego tak jak zwykłego samolotu. Sterowanie X-10 odbywało się przy pomocy autopilota wspomaganego systemami stabilizującymi lot i nadawczo-odbiorczego systemu radiowego zapewniającego łączność z naziemnym stanowiskiem kierowania. Późniejsze egzemplarze wyposażono także w INS (inercyjny system nawigacyjny) N-6, taki sam jaki planowano zastosować w przyszłych pociskach SM-64. X-10 charakteryzował się doskonałymi własnościami lotnymi i był ówcześnie najszybszym statkiem powietrznym napędzanym silnikami turboodrzutowymi osiągając prędkość 2,05 Macha.
Program lotów testowych X-10 kontynuowano z dużymi sukcesami do listopada 1956 roku, kiedy to rozpoczęto testy o wiele mniej udanego prototypowego pocisku XSM-64 Navaho. Po zakończeniu badań X-10, przeniesiono je w 1955 roku z bazy Edwards na Przylądek Canaveral do dalszych testów. Kilka egzemplarzy zostało utraconych podczas lądowania w wyniku awarii systemu spadochronów hamujących. W okresie od września 1958 do stycznia 1959 roku wystrzelono trzy egzemplarze X-10 w charakterze szybkich celów powietrznych latających na dużych wysokościach. Wszystkie testowane w ten sposób pociski utracono. Ostatecznie z trzynastu wybudowanych maszyn tylko jedna przetrwała cały program testowy.